# Angusticlave

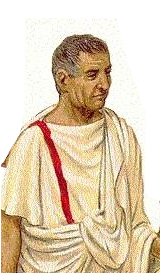
L'angusticlave de l'ordre équestre.

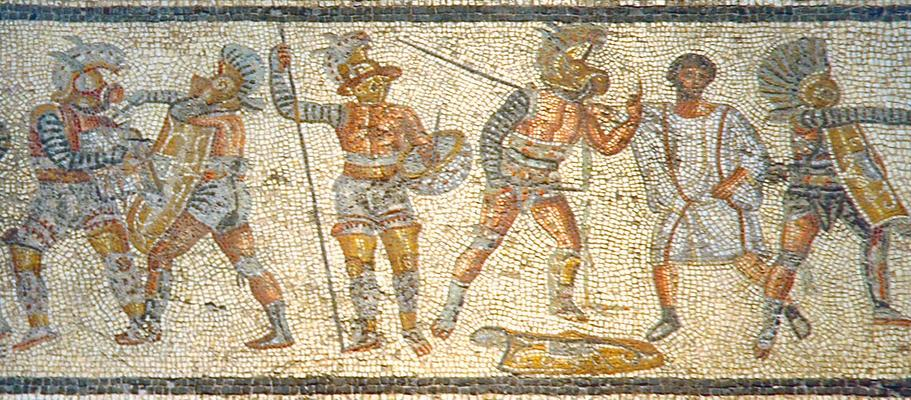
Une frise de la présente un arbitre du munus portant une tunique angusticlave.

Par opposition au laticlave (latus clavus : large bande), l'angusticlave (angustus clavus) est une étroite bande de pourpre portée sur la tunique par les membres de l'Ordre équestre sous l'Empire. La tunique comportait deux bandes, chacune partant de l'épaule et jusqu'au bas de la tunique.
Par extension, il peut désigner une fonction occupée par un chevalier : Suétone indiquait que son père était angusticlave. Par exemple, les tribuns militaires angusticlaves sont des chevaliers remplissant un service militaire à l'état-major d'une légion. Le tribun militaire laticlave, quant à lui, est un jeune homme de l'ordre sénatorial qui, comme les précédents, effectue un service militaire à l'état-major d'une légion, préparatoire de son cursus honorum.